# Justizvollzugsanstalt Euskirchen
Die Justizvollzugsanstalt Euskirchen, auch als Erlenhof bekannt, liegt am nördlichen Stadtrand von Euskirchen in Nordrhein-Westfalen. Neben 448 Haftplätzen gibt es hier die einzige Sozialtherapeutische Abteilung im offenen Vollzug in Nordrhein-Westfalen.

## Geschichte
Die heutige JVA entstand 1920 als Einrichtung der Rheinischen Provinzial-Fürsorgeerziehungsanstalt, später Landesjugendheim Erlenhof.

## Zuständigkeit
Die JVA Euskirchen ist zuständig für die Vollstreckung von Haftstrafen bei
- verurteilten männlichen Erwachsenen aus dem Oberlandesgerichtsbezirk Köln, die sich auf freiem Fuß befinden sowie
- männliche Gefangene (Erwachsene) im offenen Vollzug (Erst- und Regelvollzug).[2]

Die Zuständigkeiten der Justizvollzugsanstalten in Nordrhein-Westfalen sind im Vollstreckungsplan des Landes NRW geregelt (AV d. JM v. 16. September 2003 – 4431 – IV B. 28 -).

## Ausbildungsplätze
In der JVA Euskirchen wird auch Berufsausbildung für Gefangene angeboten. Es stehen 50 Ausbildungsplätze zur Verfügung. Träger der Ausbildungsmaßnahmen ist das Berufsförderungswerk des Deutschen Gewerkschaftsbundes. Ausgebildet werden:
- Industriemechaniker
- Metallbauer
- Maschinenzusammensetzer
- Garten- und Landschaftsbau (modulare Qualifikation)[4]

## Arbeitsplätze in der JVA
Die JVA Euskirchen hat 131 Bedienstete. Die Anstaltsleitung besteht aus zwei Mitarbeitern. Des Weiteren werden zwei Geistliche, ein Arzt, sechs Psychologen und vier Sozialarbeiter beschäftigt. Der Allgemeine Vollzugsdienst hat 89 Stellen. Zu den Technischen Angestellten und Werkbeamten zählen sechs Personen. Die restlichen Stellen liegen im Bereich der Verwaltung.

## Hochwasser im Juli 2021
Beim Hochwasser im Sommer 2021 wurden zahlreiche Gebäude überflutet, am Morgen des 15. Juli brach die Stromversorgung komplett zusammen. Eine Woche später wurden die wichtigsten Anlagen mit Generatoren mit Strom versorgt, die Versorgung durch die Stadtwerke war noch nicht wieder hergestellt.
Einzelne Häftlinge, die zu dieser Zeit keine Lockerungen hatten, wurden in die offenen Abteilungen der JVAs Castrop-Rauxel, Moers-Kapellen oder Attendorn verlegt. Dem Großteil der Häftlinge, die sich im freien Beschäftigungsverhältnis befinden oder komplette gelockert waren, wurde zunächst ein gesonderter Langzeitausgang gegeben, ab dem 26. Juli 2021 werden diese in den vorgenannten JVAs oder im offenen Vollzug in der JVA Remscheid aufgenommen. Gefangene, denen aus anderen JVAs der Weg zur Arbeit nicht zumutbar war, wurden in eine Strafunterbrechung entlassen. Seit Anfang Dezember 2021 kehren die Häftlinge nach Euskirchen zurück, bis zum Regelbetrieb soll es noch bis März/April 2022 dauern. Stand Weihnachten 2021 befanden sich ca. 180 Insassen in der JVA Euskirchen.
Während der Schließung der Anstalt wurde auch die Leitung gewechselt. Jennifer Rybarczyk, vorher stellvertretende Leiterin der JVA Siegburg, übernahm am 1. September 2021 die Anstaltsleitung in Euskirchen.